# Zeca (football, 1994)
Pour les articles homonymes, voir Zeca.
José Carlos Cracco Neto, dit Zeca, est un footballeur brésilien né le 16 mai 1994 à Paranavaí. Il joue au poste de défenseur latéral gauche au Dynamo de Houston en MLS.

## Biographie

### Carrière en club

#### Parcours au Brésil
En décembre 2017, en raison de salaires impayés, Zeca obtient gain de cause auprès de la justice sportive brésilienne pour la résiliation de son contrat avec Santos. 
Santos fait appel de cette décision, demandant une indemnité de transfert au club qui recrutera Zeca, le joueur disposant en effet d'une clause libératoire de 35 millions d'euros,. 
Le verdict doit être rendu en avril 2018 et ce flou juridique empêche le joueur de signer au Flamengo ainsi qu'à Gérone, en Espagne,. Cependant, l'Internacional souhaite recruter Zeca et Santos demande une indemnité de sept millions d'euros,.
En avril 2018, après plusieurs mois de litige entre Zeca et Santos, le joueur trouve un accord avec son club : il est transféré à l'Internacional en échange d'Eduardo Sasha.
En janvier 2020, il est prêté à l'EC Bahia.

#### En Major League Soccer
Le 10 février 2022, Zeca s'engage pour une saison au Dynamo de Houston en Major League Soccer et connait ainsi sa première expérience à l'étranger.

### Carrière internationale
Zeca figure parmi la liste de dix-huit joueurs appelés à disputer les Jeux olympiques d'été de 2016 organisés au Brésil.

## Palmarès
| Santos FC (2)                                                                        | EC Bahia (1)                            | Brésil olympique (1)                   |
| ------------------------------------------------------------------------------------ | --------------------------------------- | -------------------------------------- |
| - Campeonato Paulista : - Champion : 2015 et 2016 - Copa Brasil : - Finaliste : 2015 | - Campeonato Baiano : - Champion : 2020 | - Jeux olympiques : - Vainqueur : 2016 |